# Hebbalu, Davanagere
Hebbalu là một làng thuộc tehsil Davanagere, huyện Davanagere, bang Karnataka, Ấn Độ.